# Suzanne Verhoeven
Suzanne Verhoeven (8 mei 1996) is een Belgisch voormalig wielrenster en veldrijdster. Ze is de dochter van Nico Verhoeven. Haar Nederlandse ouders verhuisden naar België, waar Suzanne Verhoeven werd geboren en opgroeide.
Hoewel haar vader wielrenner is geweest en bij Lotto-Jumbo een ondersteunende functie bekleedde, ging Suzanne Verhoeven niet van jongs af aan wielrennen. Als tiener deed ze aan atletiek, waarin ze redelijk succesvol bleek. Ze kreeg echter last van slepende blessures en haar fysiotherapeut adviseerde haar te gaan fietsen.
In 2018 werd ze Belgisch kampioene veldrijden bij de junioren. In 2020 werd ze zevende bij de elite; ze was daarmee de beste in de categorie clubrensters.
In 2018 startte ze in de Giro Rosa. Ze moest opgeven in de vijfde etappe. In 2019 werd ze 30e in de Tsjechische rittenkoers Gracia Orlová.
In het veldritseizoen 2019-20 won ze twee crossen in oktober. Na het seizoen 2023-2024 zette ze een punt achter haar carrière.

## Palmares

### Veldrijden

#### Resultatentabel elite
| Seizoen   |    | WK | EK | BK |    | Klassementen | Klassementen | Klassementen | Klassementen | Klassementen |       | UCI- ranking |  | Podia | Podia | Podia | Aantal crossen |
| Seizoen   | WB | WK | EK | BK | SP | Trofee       | TOI          | Swiss        | Goud         | Zilver       | Brons | UCI- ranking |  |       |       |       | Aantal crossen |
| --------- | -- | -- | -- | -- | -- | ------------ | ------------ | ------------ | ------------ | ------------ | ----- | ------------ |  | ----- | ----- | ----- | -------------- |
| 2023-2024 |    | –  | –  | –  |    | –            | –            | –            | –            | –            |       | -            |  | 1     | 1     | 1     | 3              |
| Totaal    |    | –  | –  | –  |    | –            | –            | –            | –            | –            |       | –            |  | 1     | 1     | 1     | 3              |

#### Podiumplaatsen elite
| Legenda                       |
| ----------------------------- |
| Wereldkampioenschappen        |
| Continentale kampioenschappen |
| Nationale kampioenschappen    |
| Wereldbeker                   |
| Superprestige                 |
| Trofee                        |
| Overige veldritten            |

| Nr.           | Seizoen       | Datum            | Veldrit                                   | Cat.          | Wedstrijdserie |               |
| Overwinningen | Overwinningen | Overwinningen    | Overwinningen                             | Overwinningen | Overwinningen  | Overwinningen |
| ------------- | ------------- | ---------------- | ----------------------------------------- | ------------- | -------------- | ------------- |
| 1.            | 2023-2024     | 12 november 2023 | Debrecen Grand Prix, Debrecen             | C2            | Overige        | [ 6 ]         |
| 2e plaatsen   |               |                  |                                           |               |                |               |
| 1.            | 2023-2024     | 1 november 2023  | Cyclo-cross International de Dijon, Dijon | C2            | Overige        | [ 7 ]         |
| 3e plaatsen   |               |                  |                                           |               |                |               |
| 1.            | 2023-2024     | 18 november 2023 | Cyclo-cross Gernelle, Gernelle            | C2            | Overige        | [ 8 ]         |